# 科布雷素體育會
科布雷素體育會（西班牙語：Club Deportes Cobresal）是智利足球俱乐部，位于智利矿产区厄尔萨尔瓦多。俱乐部创建于1979年5月5日。俱乐部现为智利足球甲级联赛球队。球队的主体育场为可以容纳20,000个观众的铜矿体育场（Estadio El Cobre）。

## 球队荣誉
- 智利杯: 1987年
- 智利足球乙级联赛 冠军: 1983年, 1998年

## 著名球员
- 克里斯蒂安·塔皮亚
- 伊万·萨莫拉诺